# 阿曼海豬魚
阿曼海豬魚，為輻鰭魚綱鱸形目隆頭魚亞目隆頭魚科的其中一種，分布於西印度洋的阿曼海域，棲息深度7-12公尺，體長可達8.2公分，棲息在礁沙混合區海域，生活習性不明。